# Muhlenbergia angustata x rigida
Muhlenbergia angustata x rigida là một loài thực vật có hoa trong họ Hòa thảo. Loài này được mô tả khoa học đầu tiên.